# Ustrasana
Ustrasana (en sánscrito: उष्ट्रासन, AITS: uṣṭrāsana), Ushtrasana o postura del camello es una asana de rodillas y de flexión hacia atrás del yoga moderno. Es una postura de nivel avanzado por lo que se requieren haber practicado previamente otras asanas de nivel básico e intermedio.

## Etimología y origen
La palabra en sánscrito Ustrasana significa 'postura del camello': 
- Ustra (en sánscrito: उष्ट्र, AITS: uṣṭra), que significa 'camello'[2]
- Asana (en sánscrito: आसन, AITS: āsana), que significa 'postura'[3]

### Origen
Una postura diferente (de pie) recibe el nombre de Ustrasana en el Sritattvanidhi del siglo XIX. La pose moderna es descrita en el siglo XX por dos de los alumnos de Krishnamacharya, Pattabhi Jois en su Ashtanga Vinyasa Yoga, y en el Luz sobre el yoga de B. K. S. Iyengar.

## Descripción
Ustrasana es una postura de flexión profunda hacia atrás desde una posición de rodillas; la postura completa posa las manos en los talones. La parte superior de los pies puede estar firmemente contra el piso, o se pueden arquear los dedos de los pies hacia abajo y elevar los talones para lograr una curvatura ligeramente menos intensa.
La postura es una de las 26 asanas en la secuencia de Bikram Yoga.

## Contra posturas
Una contra postura de yoga es una asana de yoga que estira la columna vertebral en la dirección opuesta a la asana anterior o la devuelve a una posición neutral. No obstante, en posturas de flexión hacia atrás o backbends como Ustrasana, se recomienda primero descansar y luego practicar posturas de transición antes de adoptar una postura en la dirección opuesta. Las posturas recomendadas luego de practicar Ustrasana son:

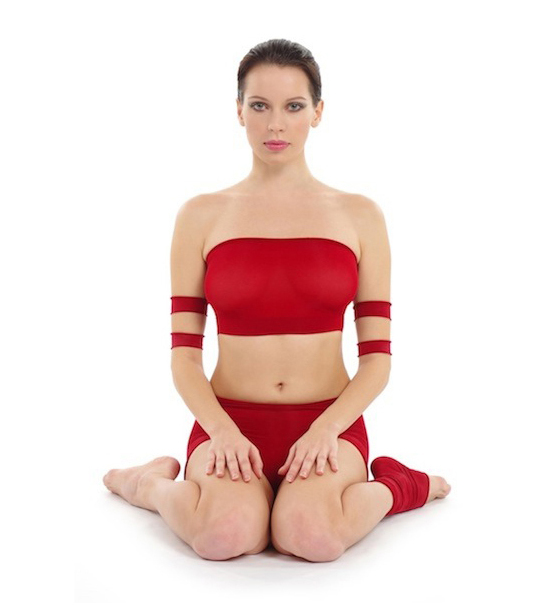
Virasana, postura del héroe.
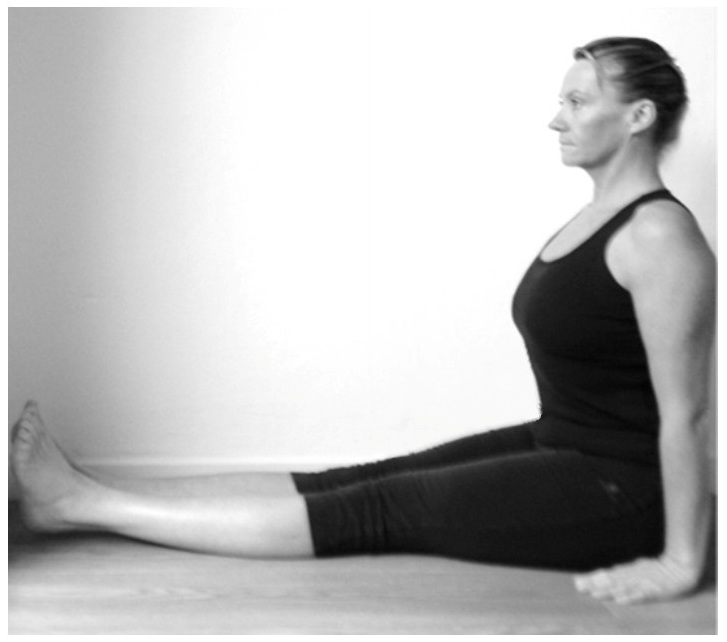
Dandasana, postura del bastón.
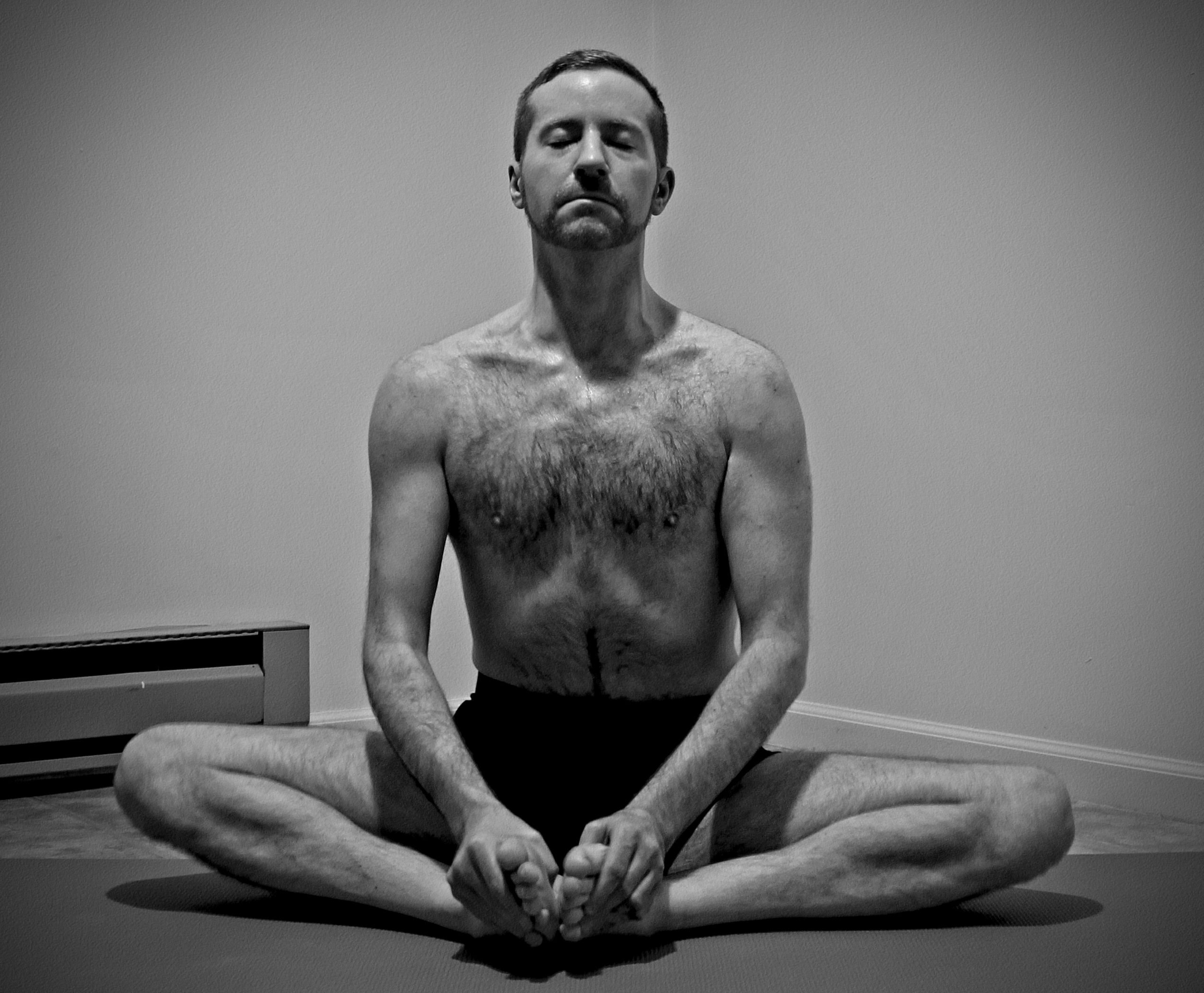
Baddha konasana, postura del zapatero.
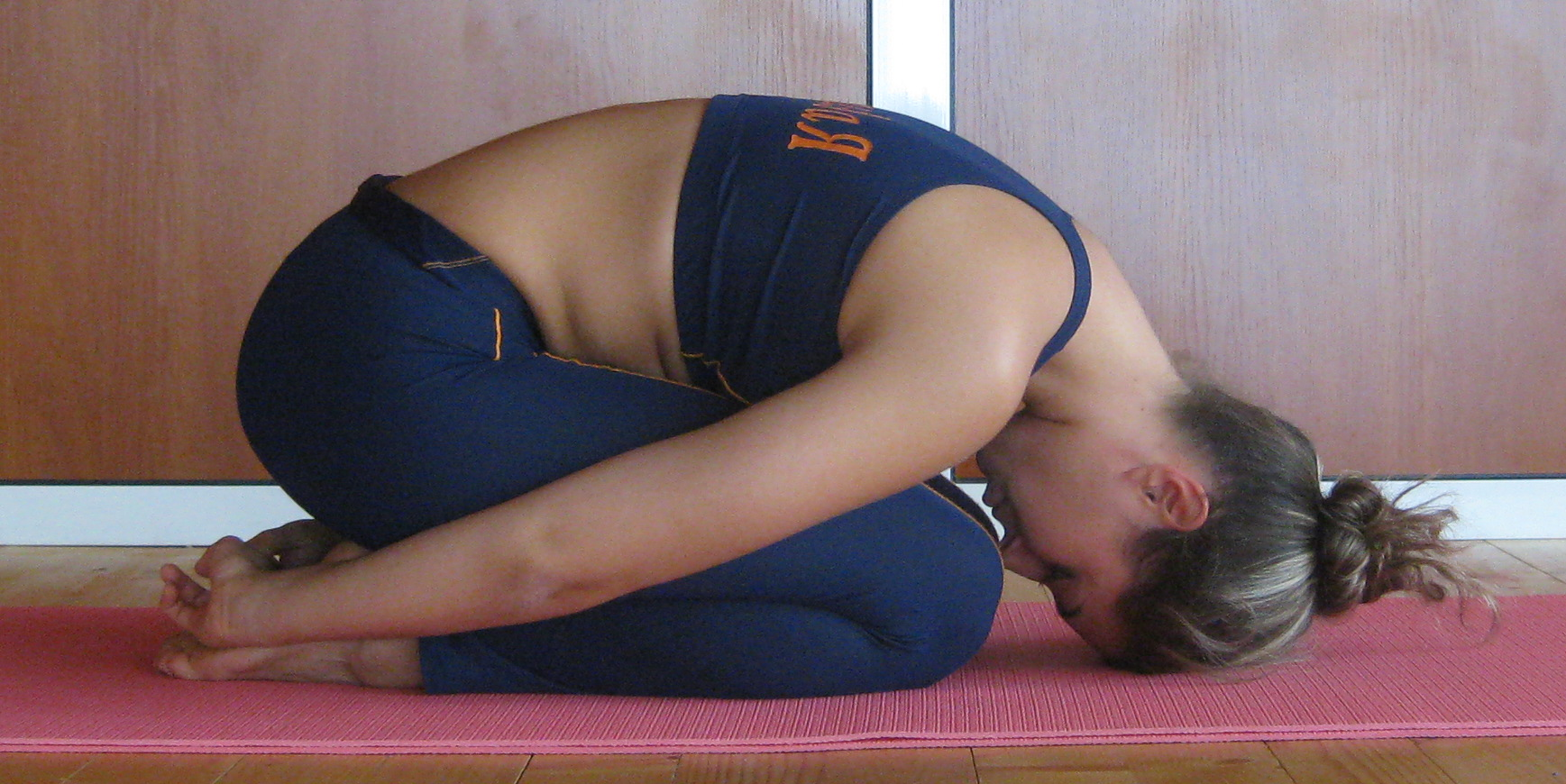
Balasana, postura del niño.

- Virasana,[11]
postura del héroe.
- Dandasana,[11]
postura del bastón.
- Baddha konasana,[11]
postura del zapatero.
- Balasana,[11]
postura del niño.

## Estudios
Un estudio publicado el 2012 en India sobre el efecto del hatha yoga en el fortalecimiento de la espalda en donde participaron 50 obreros de construcción de casas de la ciudad de Gwalior y que incluyó una rutina de asanas como Bhujangasana, Dhanurasana, Vakrasana, Ardha Matsyendrasana, Halasana, Paschimottanasana, Shalabhasana, Uttanapadasana, Ustrasana, pranayamas, mantras, meditación y la secuencia surya namaskara durante un periodo de 3 meses, mostró efectos significativos del grupo experimental (25 personas) en comparación del grupo de control (25 personas).
Un estudio en Hong Kong publicado el 2015 se realizó para examinar los efectos del hatha yoga durante 12 semanas sobre la resistencia cardiorrespiratoria, la fuerza y resistencia muscular, y la flexibilidad de la espalda baja y los músculos isquiotibiales en adultos chinos. La rutina diaria incluyó 57 posturas dentro de las cuales se consideraron las siguientes: Utkatasana, Tadasana, Malasana, Vrikshasana, Ustrasana y Virabhadrasana. Los resultados mostraron mejoras significativas en el grupo experimental de hombres y mujeres (87 personas) respecto al grupo de control (86 personas).

## Contraindicaciones
Es una postura contraindicada para personas con embarazo, hipertensión, problemas cardíacos, hernia, migraña, insomnio, lesiones en el cuello y en la zona lumbar, dolores de cabeza frecuentes, operaciones quirúrgicas recientes en el abdomen (apendicitis, hernia, cesárea, etc.) y enfermedad inflamatoria intestinal.
La postura tiene un efecto intenso en las articulaciones (tobillo, rodilla, cadera, hombro, espalda, cuello) por lo que debe ser breve para evitar problemas en las mismas, recomendándose cinco respiraciones, o entre 15 y 30 segundos.
Las posturas de flexión hacia atrás requieren antes la práctica de otras asanas de preparación a modo de calentamiento ya que podrían generarse desplazamientos discales en la columna. La presencia de un instructor de yoga calificado y experimentado es muy importante para los practicantes de nivel básico.
Se recomienda que más allá de seguir las recomendaciones de los instructores, el practicante debe escuchar su propio cuerpo: si se sienten molestias en la espalda, especialmente en la zona lumbar, es mejor enderezar la espalda y adoptar una versión de la postura menos profunda. Las asanas deben practicarse con suavidad y progresivamente sin forzar las posiciones.